# Sant’Andrea
Sant’Andrea − niewielka wyspa położona na wschód od historycznego centrum Wenecji w Północnych Włoszech, w północnej części Laguny Weneckiej, połączony dwoma mostami z wyspą Vignole.
Na wyspie znajduje się fort obronny − Forte di Sant’Andrea, stanowiący część dawnego systemu obronnego Laguny Weneckiej. Fort wzniesiono w XVI w. Wyspa jest równolegle usytuowana do brzegu Vignoli, od których oddziela ją wąski kanał. Naprzeciw znajduje się Porto San Nicolò na Lido di Venezia. Wyspę oblewają wody Kanału San Nicolò.
Wyspa jest niedostępna, znajduje się w strefie zmilitaryzowanej.